# Colin William MacLeod
Colin William MacLeod (* 26. Juni 1943 in Edinburgh; † 17. Dezember 1981) war ein britischer Klassischer Philologe.
Nach Vorbereitung durch den Headmaster der Public School in Rugby, A. N. Saunders, gewann MacLeod im frühen Alter von sechzehn Jahren ein Stipendium für das Balliol College, Oxford, an dem er 1961 sein Studium der Klassischen Philologie aufnahm. Dort kam er in engen Kontakt zu Gordon Williams und Eduard Fraenkel. Nach dem Abschluss des Studiums erhielt MacLeod 1966 eine Woodhouse Junior Research Fellowship am St John’s College, wo er von Donald Russell geprägt wurde. 1968 wurde er Lecturer, 1969 Student und Tutor am College Christ Church in Nachfolge von John Gould. MacLeod war mit der Italienerin Barbara Montagna verheiratet.
MacLeod begann seinen wissenschaftlichen Weg mit Arbeiten zu dem Kirchenvater Gregor von Nyssa und der Mystik bei Platon, Plotin und den Kirchenvätern, hinter denen das unabgeschlossene Projekt einer Ausgabe von Gregors Leben des Moses stand. Als Schüler von Eduard Fraenkel befasste sich MacLeod dann schwerpunktmäßig mit Horaz, aber auch mit den griechischen Tragikern Aischylos und Euripides. Ein Meisterwerk ist der kurzgefasste Kommentar zum letzten Buch der Ilias Homers für die Cambridge University Press.

## Schriften
- Ανάλυσις: A Study in Ancient Mysticism. In: Journal of Theological Studies n.s. 21 (1970) 43–55. = Collected Essays, 292–304.
- Allegory and Mysticism in Origen and Gregory of Nyssa. In: Journal of Theological Studies n.s. 22 (1971) 362–379. = Collected Essays, 309–326.
- L’Unità dell’Orestea. In: Maia n.s. 25, 1973, 267–292.
- A Use of Myth in Ancient Poetry (Cat. 68; Hor. Od. 3.27; Theoc. 7; Prop. 3.15). In: Classical Quarterly n.s. 24 (1974) 82–93. = Collected Essays, 159–170.
- Euripides' Rags. In: ZPE 15 (1974) 221–222. = Collected Essays, 47–48.
- Callimachus, Virgil, Propertius, and Lollius (Horace, Epistles 1.18.39–66). In: ZPE 23 (1976) 41–43. = Collected Essays, 215–217.
- Bathos in 'Longinus' and Methodius. In: Journal of Theological Studies n.s. 27 (1976) 413–414. = Collected Essays, 327–328.
- The Poet, The Critic, and The Moralist: Horace, Epistles 1.19. In: Classical Quarterly n.s. 27 (1977) 359–376. = Collected Essays, 262–279.
- Horace and the Sibyl (Epode 16.2). In: Classical Quarterly n.s. 29 (1979) 220–221. = Collected Essays, 218–218.
- Horatian Imitatio and Odes 2.5. In: Creative Imitation and Latin Literature. Ed. by D. A. West and A. Woodman. Cambridge 1979, 89–102. = Collected Essays, 245–261.
- Ethics and Poetry in Horace's Odes (1.20; 2.3). In: Greece and Rome 26 (1979) 21–31. = Collected Essays, 225–235.
- The Poetry of Ethics: Horace, Epistles 1. In: Journal of Roman Studies 69 (1979) 16–27. = Collected Essays, 280–291.
- Euripides' Rags Again. In: ZPE 29 (1980) 6. = Collected Essays, 48.
- Ethics and Poetry in Horace's Odes: II (1.7; 2.9). In: Greece and Rome 28 (1981) 141–149. = Collected Essays, 236–244.
- Horace and His Lyric Models: A Note on Epode 9 and Odes 1,37. In: Hermes 110 (1982) 371–375. = Collected Essays, 220–224.
- The Preface to Gregory of Nyssa's Life of Moses. In: Journal of Theological Studies n.s. 33 (1982) 183–191. = Collected Essays, 329–337.
- Homer: Iliad, Book XXIV. Edited by C. W. MacLeod. Cambridge University Press, Cambridge 1982, ISBN 0-52124353-X, Google Bücher
- Collected Essays. Oxford University Press, Oxford, 1983.